# Hot Chelle Rae
Hot Chelle Rae поп-рок-группа из Нашвиля, чей дебютный альбом, Lovesick Electric, был выпущен 27 Октября 2009 года. Группа стала широко известна после выхода в 2011 году дважды платинового сингла, «Tonight Tonight». Музыка Hot Chelle Rae принадлежит к жанрам денс-рок, поп-рок и альтернативный рок.

## История
Группу основали в 2005 году вокалист и автор песен Райан Фолис (родился 16 февраля 1987 года) и гитарист Нэш Оверстрит (родился 3 января 1986 г.). Позднее друг детства Нэша, Ян Кегги (родился 16 июня 1987 года), стал играть в Hot Chelle Rae в качестве бас-гитариста. Барабанщик группы Маккой Гиббс вышел из первоначального состава, а его место занял младший брат вокалиста Райана, Джейми (родился 30 декабря 1991 г.).
Летом 2007 года группа открыла концерт рэпера Лил Джон. В том же году они играли на фестивале South by Southwest в Остине, штат Техас. А затем отправилась в тур с группой Vedera. Играли на открытии мирового турне Тейлор Свифт.
В октябре 2008 года был подписан контракт с лейблом Jive Records, а затем последовала работа над первым альбомом Lovesick Electric.
В 2011 году Hot Chelle Rae выпустили свой сингл Tonight Tonight, который достиг 7 позиции в Billboard Hot 100 в июле 2011 года. Премьера следующего сингла I Like It Like That состоялась 13 сентября 2011 года. Третий сингл «Honestly» вышел в марте 2012 года, а четвёртый «Whatever» — 9 июля 2012 года. Новый альбом «Whatever» был анонсирован на сайте группы 4 октября 2011 года, и был выпущен 29 ноября 2011 года.
31 декабря 2011 года группа выступила на ТВ, исполнив два хита: «Tonight Tonight» и «I Like It Like That». 29 января 2012 года группа выступала перед игрой на стадионе Алоха в Гонолулу, Гавайи. Кроме того, группа исполнила «I Like It Like That» на Hall of Game Awards 20 февраля 2012 года.
В марте 2012 года группа вернулась к сотрудничеству с Тейлор Свифт, чтобы поддержать в Австралии и Новой Зеландии её тур «Speak Now».
Летом 2012 года, группа была в туре с Деми Ловато.
Hot Chelle Rae отправились в турне по Австралии и Новой Зеландии в октябре-ноябре 2012 вместе с британской певицей Шер Ллойд, австралийской группой 5 Seconds of Summer и новозеландской Titanium. Далее своё мировое турне группа продолжила в Малайзии и Японии.
12 февраля 2013 — выход сингла «Hung Up».
31 октября 2013 Ян Кегги вышел из состава группы.
1 октября 2014 Hot Chelle Rae выпустили свой EP альбом «Recklessly», в который в числе прочих вошли синглы «Hung Up», «Don’t Say Goodnight» и «Recklessly».
В период с 2014 по 2018 группа брала перерыв и не выпускала новых материалов. Однако, участник группы, Райан Фолис, продолжая свою сольную деятельность выпустил сингл «Float Your Boat» в 2016 году.
В ноябре 2019 года, после пятилетнего перерыва группа вернулась к написанию музыки и выпустила сингл «I Hate LA».

## Состав группы
- Райан Кейт Фолис — вокал, ритм-гитара (2005-настоящее время)
- Нэш Линден Миллер Оверстрит — гитара, вокал (2005-настоящее время)
- Ян Себастиан Кеагги — бас-гитара, вокал (2005—2013)
- Джейми Кристиан Фолис — ударные (2005-настоящее время)

## Дискография

### Альбомы
- Lovesick Electric (23 октября 2009)
- Whatever (29 ноября 2011)

### Синглы
- I Like to Dance(2009)
- Bleed (2010)
- Tonight Tonight (2011)
- I Like It Like That(featuring New Boyz)(2011)
- Honestly (2012)
- Hung Up (2013)

### Музыкальные клипы
- I Like to Dance (2009)
- Bleed (2010)
- Tonight Tonight (2011)
- I Like It Like That (2011)
- Honestly (2012)
- Whatever (2012)
- Hung Up (2013)